# Silverchair
Silverchair foi uma banda de rock australiana formada em 1992 por Daniel Johns, Chris Joannou e Ben Gillies . Inicalmente, a banda se assemelhou às vertentes do "grunge" de Seattle da década de 90, com um som que remete ao Pearl Jam, Nirvana e Soundgarden. Porém mudou suas vertentes ao longo da carreira, apresentando diferentes estilos musicais e variando a sonoridade de suas composições. Atualmente, o vocalista segue solo, com um som mais pop e eletrônico. A banda foi muito bem sucedida na indústria musical australiana, conseguindo inúmeros prêmios importantes, como o ARIA Awards, com um recorde de vinte vezes. A banda também recebeu seis APRA Music Awards.
Obtiveram sucesso quando uma de suas primeiras canções, "Tomorrow", ganhou uma competição local de música pela rede de televisão australiana SBS. A banda foi logo contratada pela Murmur e foi muito bem sucedida em concertos nacionais e internacionais. Em 2003, após o lançamento do álbum Diorama, a banda anunciou um hiato, durante o qual seus membros se engajaram nos projetos paralelos The Dissociatives, The Mess Hall, e Tambalane. Reuniram-se novamente em 2005, no Wave Aid, e em seguida lançaram Young Modern. Estão atualmente em hibernação por tempo indeterminado.
O som do Silverchair evoluiu ao longo de sua carreira, com diferentes estilos em álbuns específicos tornando-se cada vez mais ambiciosos ao longo dos anos, do grunge do seu álbum de estréia para um som mais orquestrado.

## Biografia

### Formação e primeiro álbum (1992–1996)

Frogstomp, álbum de estreia do Silverchair

Em 1992, os colegas de turma do ensino fundamental, Daniel Johns e Ben Gillies começaram a tocar juntos. Quando entraram para a Newcastle High School, os colegas de turma Chris Joannou e Tobin Finnane entraram para a banda como baixista e guitarrista, respectivamente. O quarteto formou a banda "Innocent Criminals", que tocava versões de bandas como Midnight Oil, Deep Purple, Led Zeppelin, Black Sabbath e Nirvana. Mais tarde, Tobin Finnane mudou-se para Inglaterra por causa do trabalho de seu pai. Restaram apenas três integrantes, Daniel Johns (vocal e guitarra), Ben Gillies (bateria) e Chris Joannou (baixo), que continuaram a tocar nos intervalos entre as aulas em sua própria escola. Com o tempo, Daniel começou a compor suas próprias canções. Depois de chamarem a atenção do jornal local Newcastle Mercury, a banda passou a ter mais tempo e um local próprio para ensaios.
Eles passaram a fazer alguns concertos na região de Hunter Valley, mas não foram muito bem sucedidos na competição Youthrock em 1994, destinada a bandas escolares. A banda deslanchou em 1994, após vencer uma competição nacional chamada "Pick Me", realizada pelo programa de televisão Nomad da rede SBS e pela rádio alternativa Triple J, com a canção "Tomorrow". Por muitos anos, disseram que o nome Silverchair veio de um erro de escrita de "Sliver Chair", retirado das canções "Sliver" do Nirvana e "Berlin Chair" do You Am I, mas em 2007 assumiram em uma entrevista a versão oficial: o nome vem da obra de C.S. Lewis, "As Crônicas de Nárnia: A Cadeira de Prata" (The Chronicles Of Narnia: The Silver Chair).
A popularidade da banda os rendeu um contrato para a gravação de três álbuns com a Sony Music, e sua gravação do Triple J foi lançada em agosto de 1994. O compacto permaneceu no topo da parada da ARIA por seis semanas. Em 1995, uma versão regravada de "Tomorrow" (e um novo vídeo) foi lançada para o mercado norte-americano, tornando-se a canção mais tocada nas rádios daquele país naquele ano. O primeiro álbum do Silverchair, Frogstomp, foi gravado em apenas nove dias e lançado em 1995. Todos os integrantes da banda tinham apenas quinze anos e ainda estavam no segundo grau. Todas as letras foram baseadas em fatos fictícios, tendo como inspiração programas televisivos, tragédias locais e percepções de problemas dos amigos. O álbum foi bem recebido; as revistas Allmusic e Rolling Stone deram-no de 4 a 4,5 estrelas respectivamente, devido a intensidade do mesmo, especialmente do hit "Tomorrow". Atingido o primeiro lugar na Austrália e na Nova Zelândia, Frogstomp ficou entre os 10 mais do Billboard 200, e o primeiro a conseguir tal feito desde o INXS. O álbum vendeu mais de 4 milhões de cópias em todo o mundo. Como Frogstomp e "Tomorrow" continuaram a ganhar popularidade ao longo do ano, a banda entrou em turnê com Red Hot Chili Peppers e tocaram no teto do Radio City Music Hall, enquanto ainda continuavam a estudar em Newcastle. Num caso de assassinato em janeiro de 1996, o advogado de defesa de Brian Bassett, dezesseis anos, e Nicholaus McDonald, dezoito, afirmou que a canção "Israel's Son", de Frogstomp, foi a grande inspiradora dos assassinatos dos pais de Bassett. A banda declarou que eles nunca aprovariam tais atos de violência, e o caso de defesa foi negado.

### Sucesso comercial e de crítica (1997–2001)
Ainda sob efeito do sucesso de Frogstomp na Austrália e nos Estados Unidos, o Silverchair começou a gravar seu segundo álbum, Freak Show em 1997. O álbum conseguiu colocar três compactos nas 10 mais da Austrália - "Freak", "Abuse Me" e "Cemetery". O quarto compacto, "The Door", ficou em #25. As canções tratavam da raiva e do recuo que as expectativas do álbum Frogstomp recaíram sobre a banda. Freak Show recebeu disco de ouro nos EUA, e vendeu cerca de 2 milhões de cópias em todo o mundo.

Freak Show, segundo álbum do Silverchair

Depois de se formar na escola, a banda pode dedicar mais tempo à criação do próximo álbum, Neon Ballroom, em 1999. A princípio, a banda tinha decidido tirar férias por doze meses, mas mudaram de ideia e decidiram dedicar seu tempo fazendo música. Neon Ballroom resultou em quatro compactos; "Anthem for the Year 2000", "Ana's Song (Open Fire)", "Miss You Love" e "Paint Pastel Princess", três dos quais atingiram as 50 mais do ARIA Charts.
Tanto Freak Show quanto Neon Ballroom lideraram a parada da ARIA, fazendo deles o segundo e terceiro álbuns da banda, respectivamente, a conseguirem tal façanha. Os álbuns venderam bem no exterior; Freak Show atingiu o #2 no Canadá e Neon Ballroom, o #5. "Freak", "Abuse Me" e "Cemetery" ficaram entre as 10 mais na Austrália, e "Abuse Me" conseguiu o #4 no Hot Modern Rock Tracks e Hot Mainstream Rock Tracks charts. "Anthem for the Year 2000" foi o single mais bem sucedido de Neon Ballroom, ficando em #3, enquanto "Ana's Song (Open Fire)" conseguiu o #12 no Hot Modern Rock Tracks.
Em 1999, Daniel Johns anunciou que havia desenvolvido uma disfunção alimentar devido à ansiedade. Johns disse que a letra da canção "Ana's Song (Open Fire)" tratava dessa desordem, onde ele dizia "comer o que precisava … para continuar vivo". Johns depois revelou que ele tinha escrito Neon Ballroom enquanto estava sofrendo da tal desordem, e que odiava música enquanto isso, mas sentiu que tinha que compor de qualquer forma.
O grupo saiu em uma grande turnê mundial, levando o álbum Neon Ballroom a um sucesso maior do que tinham conseguido com Freak Show, tendo vendido mais de 2 milhões de cópias em todo o mundo. A jornalista Neva Chonin da revista Rolling Stone atribuiu tal sucesso ao som mais maduro da banda, o álbum foi eleito 25° melhor álbum da história da Austrália pela revista RAM. Na Europa e América do Sul, esse álbum tornou-se o mais famoso da banda até então, levando a banda a festivais em Reading e Edgefest, entre outros. A única performance ao vivo de Silverchair em 2000 foi no Falls Festival em 31 de dezembro. Em 21 de janeiro de 2001, a banda tocou para cerca de 250 mil pessoas no Rock in Rio, um concerto que eles mesmos descreveram como sendo o ápice de suas carreiras. Após a turnê, a banda anunciou que tiraria uma folga de doze meses.
Após o lançamento de Neon Ballroom, o contrato de três álbuns com a Sony Music havia terminado. A banda foi contactada por várias gravadoras durante seu tempo longe dos holofotes. Ao final desse período, eles anunciaram que assinariam contrato com a Atlantic Records para as Américas do Sul e do Norte, bem como lançariam seu próprio selo, Eleven: A Music Company, para Austrália e Ásia. Após o anúncio, a Sony lançou The Best of Volume 1 sem o consentimento da banda.

### Diorama(2001–2002)
Em junho de 2001, o Silverchair entrou em estúdio em Sydney com o produtor David Bottrill (da banda Tool, Peter Gabriel e King Crimson) para começar a trabalhar em seu quarto álbum, Diorama. Dessa vez, Daniel Johns assumiu formalmente o papel de co-produtor. O álbum, o qual Johns descreveu como "um mundo dentro de um mundo", surgiu de seu novo método de compor maior parte das músicas no piano, uma técnica que ele desenvolveu durante o período em que a banda estava separada. Para completar sua visão de Diorama, vários outros músicos foram convidados para contribuir com o álbum, incluindo Van Dyke Parks, o qual contribuiu com arranjos orquestrais em "Tuna in the Brine", "Luv Your Life" e "Across the Night". Paul Mac, Jim Moginie e Yon Garfias também colaboraram com a banda. Enquanto gravava Diorama, Johns se intitulou um "artista", mais do que simplesmente um integrante de uma "banda de rock". Quando o álbum foi lançado, os críticos comentaram que o mesmo era mais artístico que os anteriores.

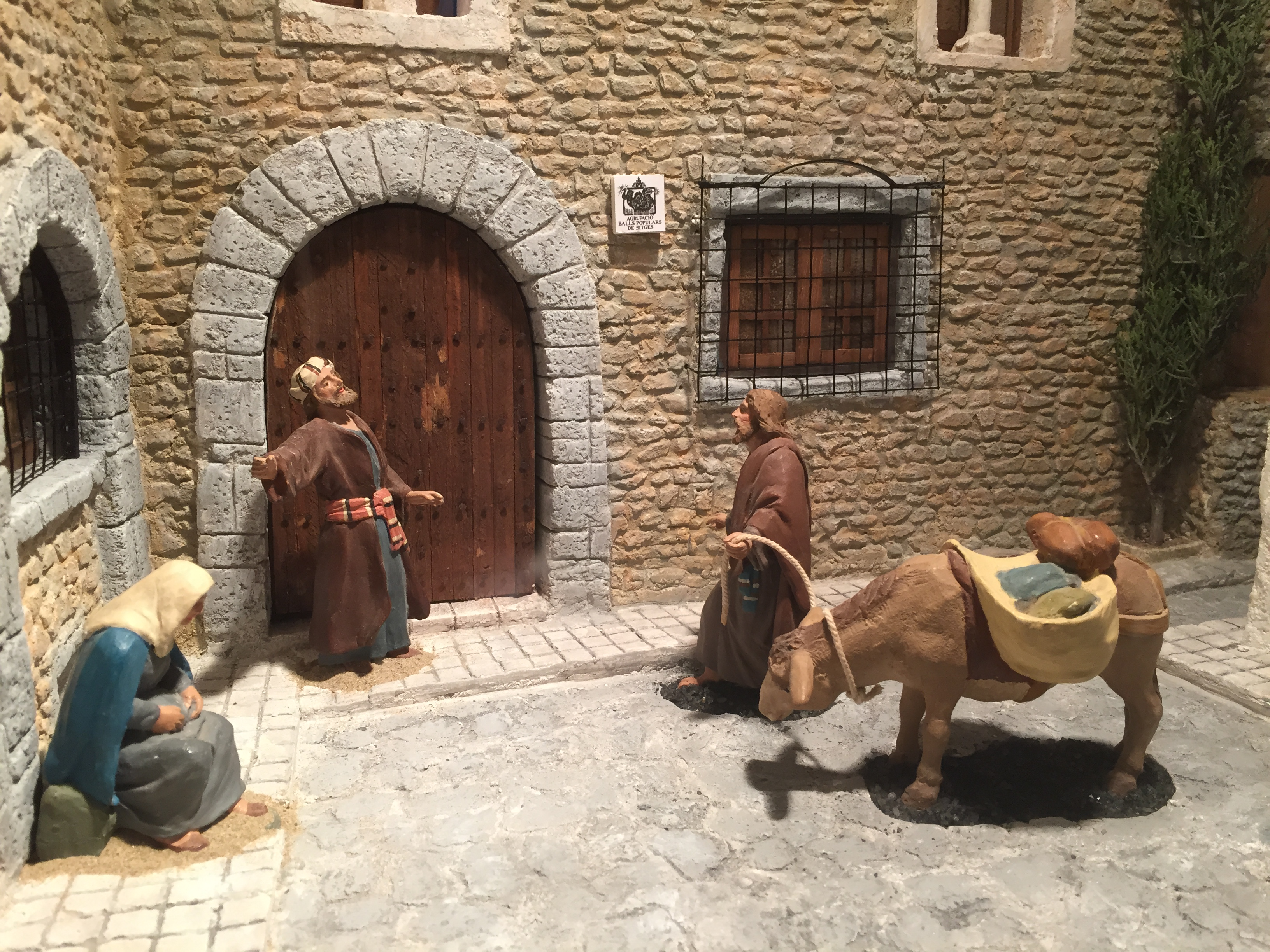
Diorama, quarto álbum do silverchair

O primeiro compacto de Diorama, "The Greatest View" foi lançado na Austrália no início de Dezembro para coincidir com a aparição da banda na turnê Big Day Out. Durante a turnê, a artrite reativa de Daniel Johns tornou-se um problema, dificultando com o que o mesmo tocasse guitarra.
Diorama atingiu o topo da parada da ARIA, e passou cinquenta semanas entre as 50 mais. Cinco compactos foram lançados; "The Greatest View", "Without You", "Luv Your Life", "Across the Night" e "After All These Years". Desses, "The Greatest View" foi o mais famoso, atingindo o #3 da ARIA e se tornou a música com mais downloads na história da Austrália . O álbum foi um sucesso no ARIA Awards de 2002, ganhando cinco prêmios, incluindo "Melhor Álbum de Rock" e "Melhor Grupo". A banda tocou "The Greatest View" na cerimônia, e a canção havia sido nomeada para "Melhor Vídeo". O álbum, e seus singles, foram indicados em vários prêmios no 2003. Após a premiação ARIA Awards em 2002, a banda anunciou que iria dar um tempo. Johns disse que era necessário "já que a banda existia há uma década e ainda que tinham, em média, apenas 23 anos de idade".

### Projetos paralelos (2005)
Em 2000, enquanto estava no Silverchair, Johns e Paul Mac lançaram na Internet o EP I Can't Believe It's Not Rock. Após ter dado tempo da banda, os dois formaram a banda The Dissociatives, lançando o álbum homônimo em 2004. Johns também colaborou com a então esposa Natalie Imbruglia em seu álbum Counting Down the Days, lançado em Abril de 2005. Enquanto isso, Joannou trabalhou no projeto paralelo The Mess Hall, produzindo o segundo álbum deles, Feeling Sideways. O álbum foi indicado para o ARIA Award como "Melhor Álbum Independente" em 2003. Gillies também trabalhou em um projeto paralelo; lançando um álbum homônimo com a banda Tambalane, e saindo em turnê na Austrália.
Após o desatre da tsunami no final de 2004, o Silverchair se reuniu em um concerto beneficente no Wave Aid em Sydney em 2005, com o intuito de arrecadar fundos para ajudar organizações que trabalhavam nas áreas afetadas pelo desastre. Ao mesmo tempo, a banda decidiu se reunir novamente. Como reflexo da ocasião, Gillies resumiu a uma "química" especial entre os membros da banda, dizendo ao The Sydney Morning Herald "Nos levou apenas quinze anos, mas recentemente nos demos conta de que temos algo especial e de que deveríamos apostar nisso.'"

### Voltando do hiato (2006–2011)

Young Modern, último álbum de estúdio

Após a apresentação no Wave Aid, o Silverchair reuniu-se e começou a compor o próximo álbum. Em 2006, Young Modern teve uma demo gravada em Hunter Valley e gravado nos Estúdios Seeny Underbelly em Los Angeles com o produtor Nick Launay. Van Dyke Parks trabalhou novamente com a banda, que viajou para Praga para gravar com a Orquestra Filarmônica Tcheca. A banda produziu seu álbum independentemente, para diminuir as pressões enfrentadas anteriormente quando trabalhavam com uma gravadora.
A banda entrou em turnê extensivamente antes de lançar o álbum, apresentando-se em Homebake e outros inúmeros concertos. Eles fizeram uma versão do Midnight Oil, "Don't Wanna Be the One", no ARIA Awards de 2006 como parte da iniciação do Midnight Oil ao Hall da Fama do ARIA. Durante o concerto, Daniel pintou com spray PG4PM (Peter Garrett para Primeiro Ministro) na parede do palco, homenageando o líder da banda Midnight Oil, agora um Membro Federal do Parlamento e Ministro do Meio Ambiente e Artes. Em 12 de junho de 2007, o Silverchair e o grupo Powderfinger anunciaram a turnê Across the Great Divide. A turnê objetivava promover os esforços da Reconciliation Australia em diminiur a diferença de dezessete anos da expectativa de vida entre crianças aborígenes e não-aborígenes.

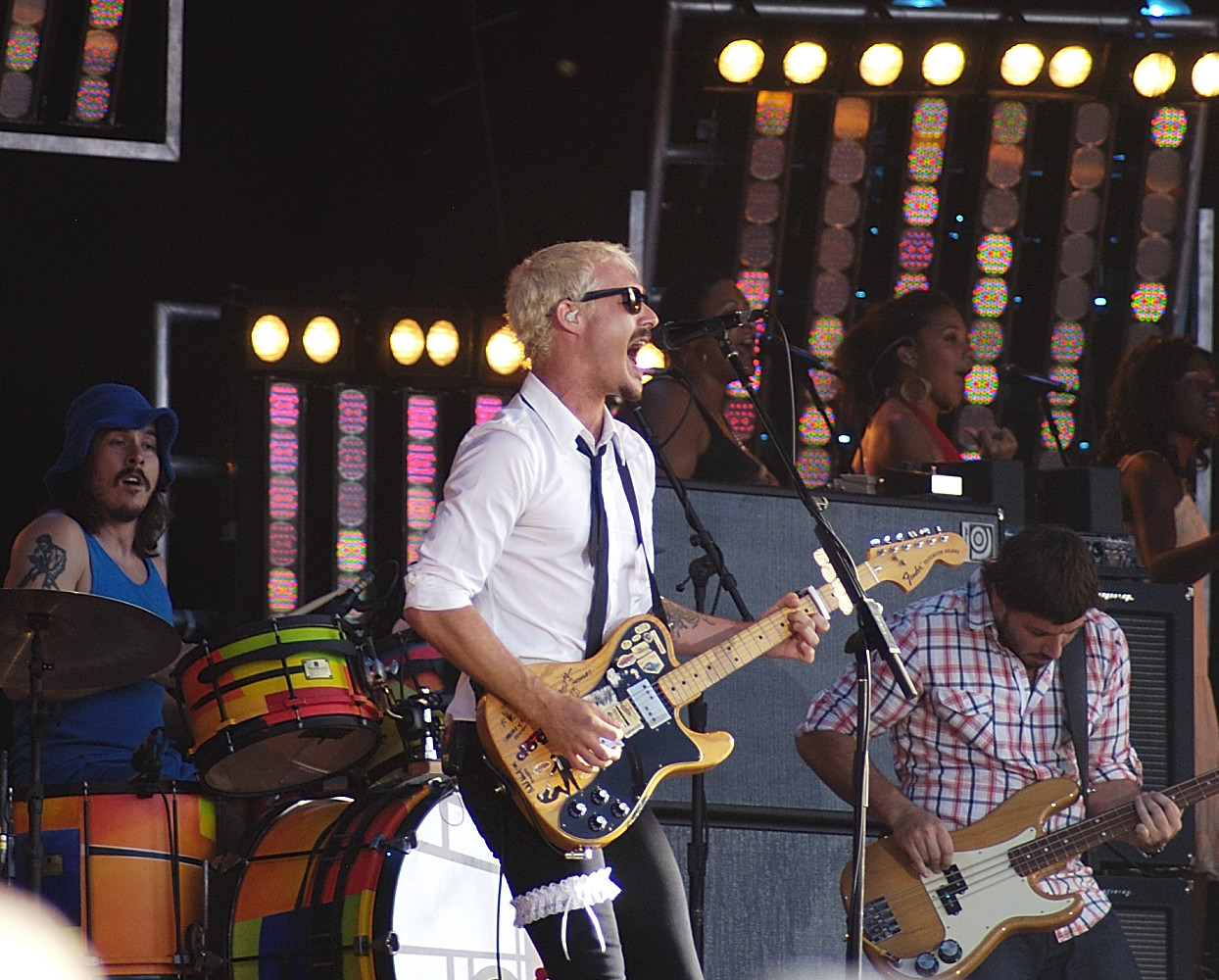
Silverchair em concerto no Big Day Out, 2008.

O álbum foi lançado em 2007, bem como o primeiro compacto, "Straight Lines". "Reflections of a Sound", "If You Keep Losing Sleep" e "Mind Reader" foram lançados subseqüentemente. Young Modern tornou-se o quinto álbum do Silverchair a chegar no topo da parada da ARIA. "Straight Lines" também tornou-se o terceiro compacto da banda a atingir o topo na Austrália. O álbum e a canção ganharam, cada, três prêmios no ARIA Awardsde 2007, resultando num total de vinte prêmios para a banda. O Silverchair ganhou três APRA Awards pela canção "Straight Lines", incluindo "Compositor do Ano", a qual Johns recebeu pela terceira vez em sua carreira.

### "Hibernação por tempo indeterminado"

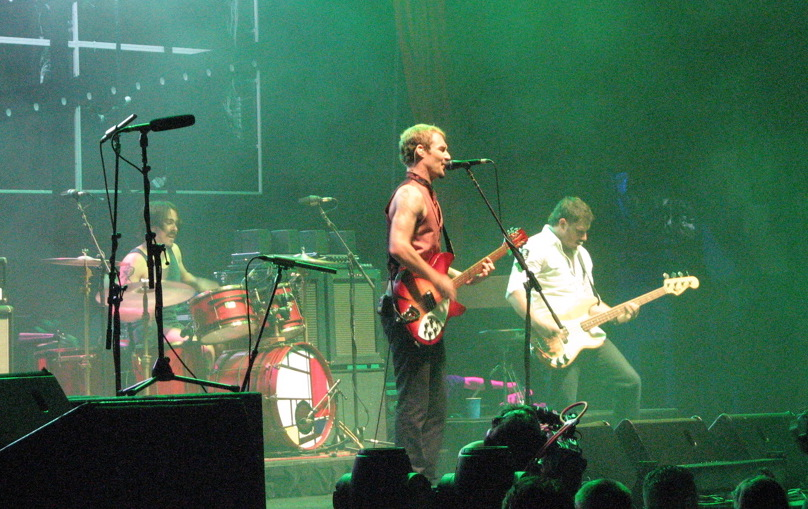
Silverchair na turnê Across the Great Divide em Setembro de 2007.

A 25 de maio de 2011 os integrantes, através do site oficial, anunciaram que estavam colocando a banda em "Hibernação por tempo indeterminado". Isso foi interpretado por fãs e jornalistas como o "Fim do Silverchair", mas esse fato foi prontamente negado pelo baterista Ben Gilles em sua página pessoal na rede social Twitter, afirmando que "Não é uma separação. Eu repito: não é uma separação. É preciso ler o comunicado com atenção" dando a entender que o público e a imprensa estavam interpretando erroneamente a nota oficial da banda.
O comunicado oficial foi:
| “ | Formamos Silverchair quase 20 anos atrás, quando tínhamos apenas 12 anos de idade. Hoje nós estamos pelas mesmas regras agora como fizemos naquela época ... se a banda deixa de ser divertido e se ele não está cumprindo de forma criativa, então precisamos parar. Em 2009, fomos para o estúdio para começar a trabalhar em um registro. Inicialmente as coisas estavam indo bem e, como resultado, fizemos alguns shows em 2010 para manter o impulso criativo. No entanto, ao longo dos meses que se seguiram no estúdio, tornou-se claro para nós que estávamos nos movendo em direções diferentes. Apesar de nossos melhores esforços ao longo do último ano ou assim, tornou-se cada vez mais claro que a centelha simplesmente não existe entre nós três no momento. Portanto, depois de muita procura da alma que queríamos que você saiba que estamos colocando o Silverchair em "hibernação por tempo indeterminado" e nós decidimos cada um fazer nossa própria coisa para o futuro previsível | ” |

Não obstante, em maio de 2018 o vocalista Daniel Johns afirmou que não pretende voltar com sua antiga banda, nem mesmo "com uma arma na cabeça ou por um milhão de dólares"
Recentemente "Jeff Apter", que foi o responsável por uma biografia do Silverchair, que também fez a biografia do Daniel Johns tentou entrar em contato com os membros da banda para recolher depoimentos, más eles não se sentiram confortáveis em falar sobre a banda. O empresário "John Watson" viu a situação como um "não" coletivo.

## Estilo musical
Silverchair é vista geralmente como uma banda de rock alternativo/post-grunge, embora sua lealdade a gêneros musicais específicos tem mudado com o amadurecimento da banda. Muito do trabalho grunge inicial da banda foi inspirado por bandas como Nirvana, Pearl Jam, Soundgarden, Black Sabbath e algumas influências de punk/hardcore, como o Black Flag, The Offspring e Bad Religion. Gillies concordou, adicionando que a banda foi inspirada pelo "som de Seattle", bem como The Beatles e The Doors, e foram altamente impressionáveis em sua juventude.
Ao compor o álbum Young Modern, Johns tentou fazer a música bem simples, mesmo tendo uma estrutura complexa. As letras foram escritas depois da composição das canções, às vezes no mesmo dia da gravação. Como Johns disse que tem pavor de escrever as letras, ele sugeriu que a banda poderia produzir um álbum instrumental no futuro.
Para Joannou, Young Modern era mais simples que Diorama, muito embora "ainda tão complexo em sua base com elementos simples de canções pops", Ele disse que muito do sucesso dele e da banda resultou da tentativa da banda em dar o máximo de si nas composições. Uma auto-produção, ao invés de assinar com outra gravadora, permitiu à banda maior liberdade em compor o álbum sem as pressões de uma gravadora.
Gillies frisou que o Silverchair sempre irá "correr o risco de perder fãs", e que isso ficou evidente nas mudanças de estilo musical até o lançamento de Diorama e Young Modern. Entretanto, ele descreveu isso como sendo algo bom, descrevendo o fato de que "nós não temos nos limitado e as pessoas não sabem o que esperar" como um dos elementos mais atrativos da banda. Apesar dos altos e baixos do sucesso com tão pouca idade, Gillies diz que a banda "está feliz com o que conseguiu e com o que tem" em suas carreiras.

### Recepção
Frogstomp foi descrito como similar a Nirvana e Pearl Jam; o jornalista Stephen Thomas Erlewine da Allmusic frisou que o Silverchair seguia uma tradição de bandas de rock alternativo. A revista Rolling Stone disse, entretanto, que a banda estava além dos seus predecessores, aclamando os "vocais irregulares" de Daniel Johns. Freak Show mostrou ao mundo um estilo próprio da banda, mais do que apenas copiar outras bandas, e, dessa forma, teve suas letras mais elogiadas que as do álbum anterior. Sandy Masuo, da Yahoo! Music, descreveu as letras como "tocantes" e "emotivas".
Entertainment Weekly aprovou a melhora subseqüente da banda em Neon Ballroom, estabelecendo comparações com AC/DC. Houve mais uma melhora nas letras; e Daniel Johns foi descrito como "raivoso, motivado e crescido". Entretanto, para a revista Rolling Stone, o álbum parecia confuso, comentando que o Silverchair "não consegue decidir o que querem fazer" com sua música. Enquanto isso, Diorama foi visto como uma extensão da originalidade da banda, com sua "orquestração pesada, mudanças melódicas imprevisíveis e um sensibilidade pop impulsiva". De acordo com Nikki Tranter do PopMatters, o álbum se destacou em um mercado musical australiano sem graça.
Clayton Bolger do Allmusic descreveu Young Modern como uma melhora da banda, aclamando "ganchos melódicos viciantes, letras muito inspiradas e arranjos de cair o queixo", sendo o ápice da banda. Nick Pearson do PopMatters disse exatamente o oposto, dizendo que "uma vez que você atinje o nível de maturidade intelectual onde você pode apontar a diferença entre letras poéticas e lixo sem sentido, isso significa que você amadureceu mais que o Silverchair". Pearson chamou o álbum de uma tentativa de assegurar um território mais seguro e mais vendas, após o sucesso de trabalhos antigos, sendo mais sem graça que os álbuns anteriores. Até 2019, a banda vendeu mais de 10 milhões de cópias em todo o mundo.

## Integrantes
- Daniel Johns - vocal e guitarra
- Chris Joannou - baixo
- Ben Gillies - bateria

## Discografia

### Álbuns de estúdio
- 1995 - Frogstomp
- 1997 - Freak Show
- 1999 - Neon Ballroom
- 2002 - Diorama
- 2007 - Young Modern

### Álbuns ao vivo
- 2003 - Live from Faraway Stables

### Compilações
- 2000 - The Best Of Vol.1
- 2000 - Rarities 1994 - 1999

### EP
- 1994 - Tomorrow

## Videografia

### DVDs
- "Emotion Pictures" (2000)
- "The Best of Volume 1" (2001)
- "Across the Night: The Creation of Diorama" (2003)
- "Live from Faraway Stables" (2003)
- "Across the Great Divide Tour" (2008)

### Vídeos musicais
- "Tomorrow" (versão EP Tomorrow)
- "Stoned" (exibido em um programa australiano de surfe)
- "Tomorrow" (Frogstomp)
- "Pure Massacre" (Frogstomp)[64]
- "Israel´s Son" (Frogstomp)[64]
- "Shade" (Frogstomp)
- "Freak" (Freak Show)
- "Abuse Me" (Freak Show)
- "Cemetery" (Freak Show)
- "Anthem For The Year 2000" (Neon Ballroom)
- "Miss You Love" (Neon Ballroom)
- "Ana´s Song (Open Fire)" (Neon Ballroom)
- "Emotion Sickness" (Neon Ballroom)
- "Across The Night" (Diorama)
- "Greatest View" (Diorama)
- "Without You" (Diorama)
- "Luv Your Life" (Diorama)
- "After All Theese Years" (Diorama)
- "Straight Lines" (Young Modern)
- "Reflections Of A Sound" (Young Modern)
- "If You Keep Losing Sleep" (Young Modern)